# 舒加布什鎮區 (明尼蘇達州貝爾特拉米縣)
舒加布什鎮區（英語：Sugar Bush Township）是位於美國明尼蘇達州貝爾特拉米縣的一個行政鎮區。

## 地方資料
舒加布什鎮區的面積為90.90平方千米，當中陸地面積為76.60平方千米，而水域面積為14.30平方千米。根據2020年美國人口普查的數據，當地共有人口228人，而人口密度為每平方千米2.51人。